# Camaieu

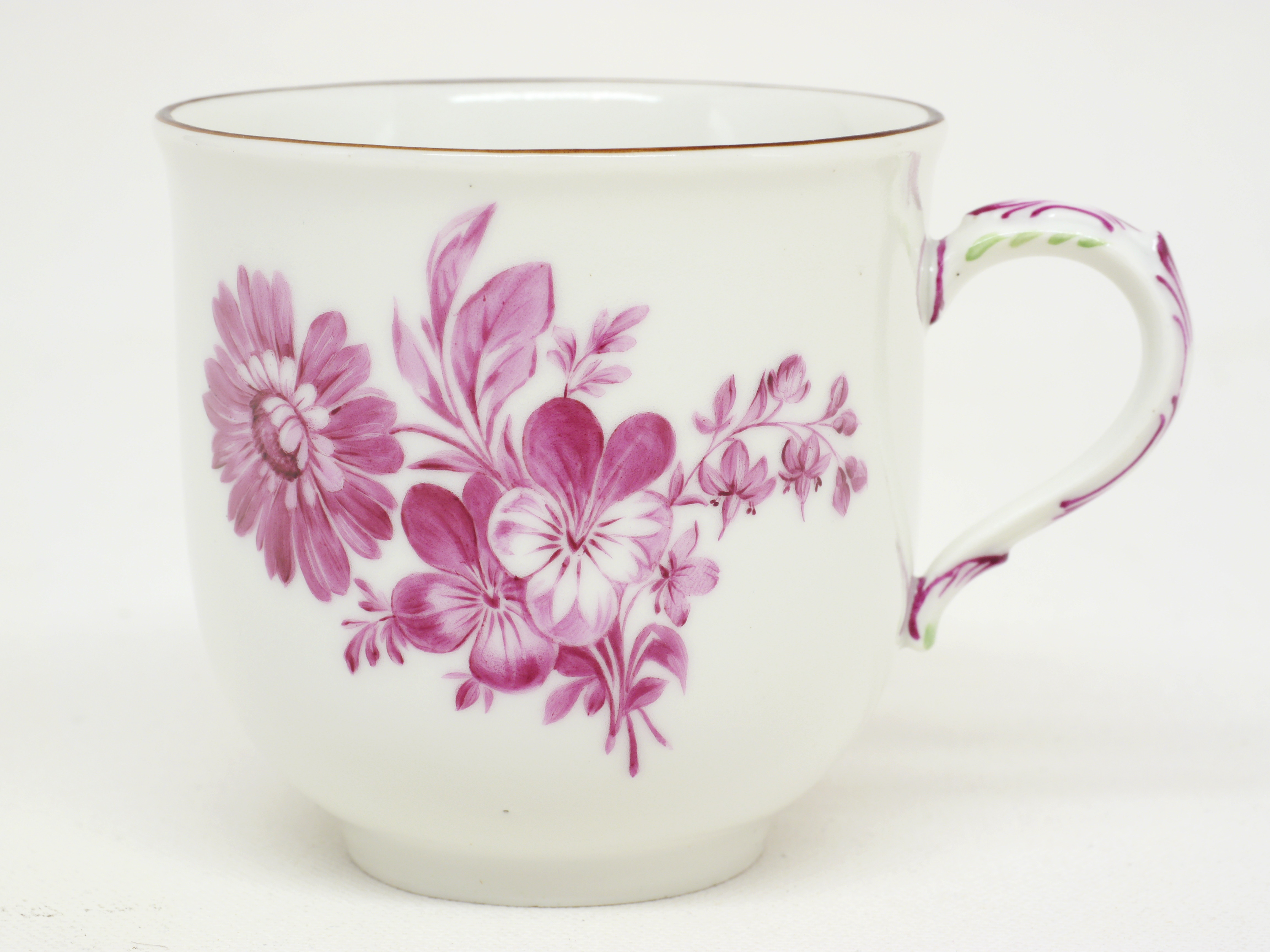
Beispiel für Camaïeu-Malerei, KPM-Berlin, um 1775

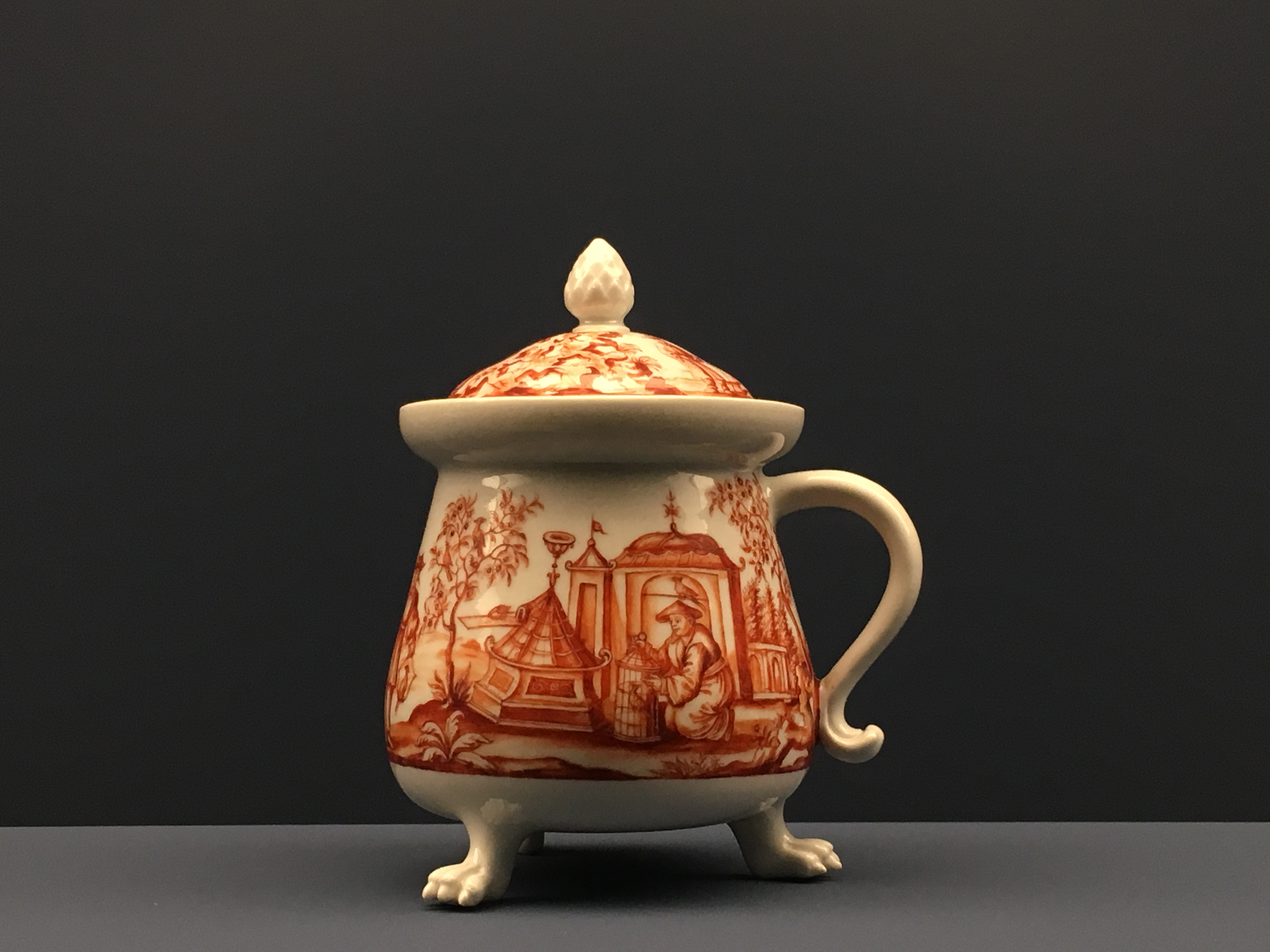
Beispiel für Camaïeu-Malerei: Gefäß der Manufaktur Du Paquier, Wien, um 1725/30 in Eisenrot-Camaïeu ausgeführt.

Die Camaieu [kamaˈjøː], Camaïeu bzw. Camaïeu-Malerei ist ein Fachbegriff aus der Malerei und leitet sich vom französischen camaïeu gelegentlich auch peinture en camaïeu [pɛ̃ˈtyʁ ɑ̃ kamaˈjøː] (für Camaieu-Malerei oder gemalt im Stil einer Kamee bzw. gemalt wie eine Kamee) ab, einer speziellen monochromen Maltechnik.

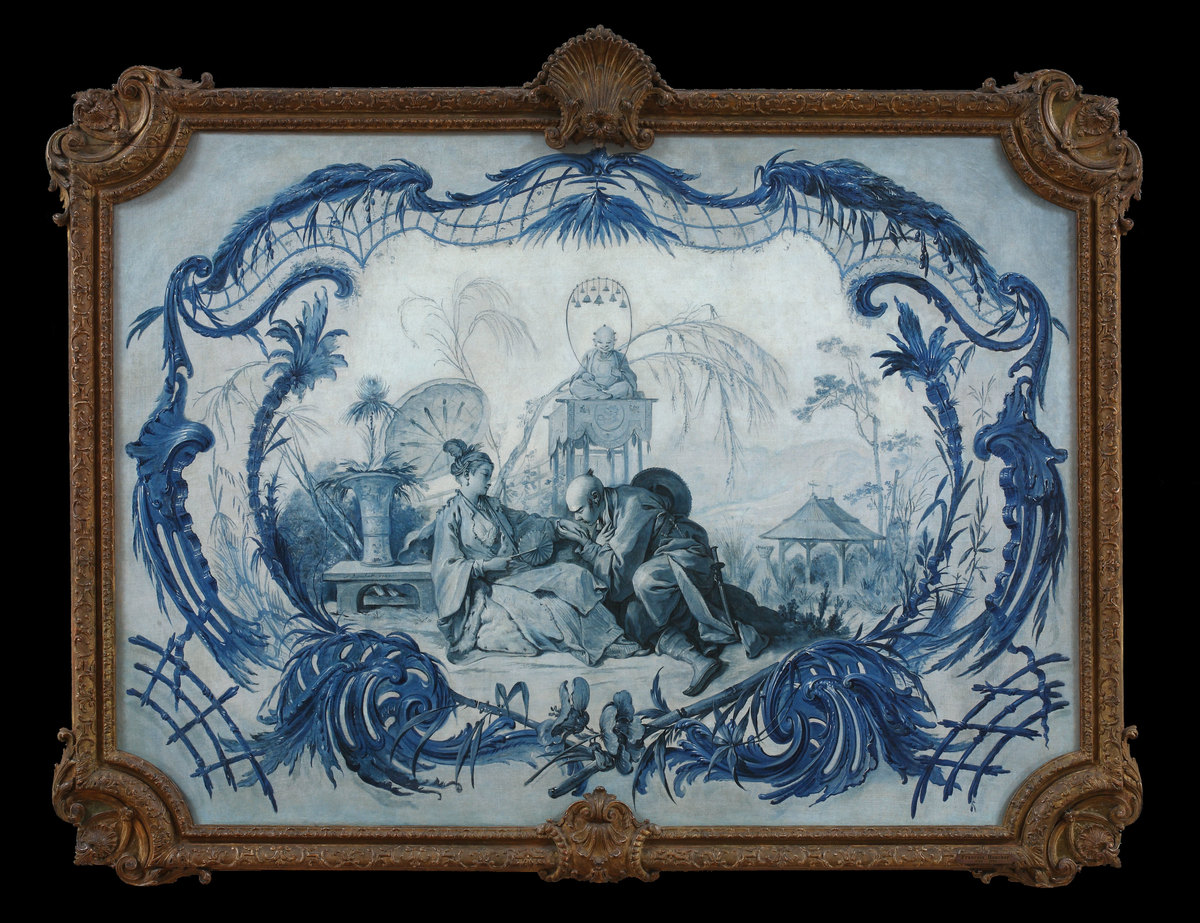
François Boucher: Der galante Chinese. Es handelt sich um eine Camaïeu in Blautönen bzw. Blaumalerei.

Bei einer Camaïeu wird immer nur ein und dieselbe Farbe in unterschiedlichen Abtönungen verwendet, meist Blau, Eisenrot, Kupfergrün, Purpur (Magenta) oder Sepia. Häufig sind Malereien in Grautönen. Diese werden nach dem französischen Wort für Grau gris [ɡʁi] als Grisaille [ɡʁiˈzaj] bezeichnet. Die Malerei in Gelbtönen nennt man Cirage [siˈʁaʒ] nach dem französischen Substantiv cirage für Schuhcreme, wiederum abgeleitet von cire [siʁ] für Wachs. Eine Camaïeu in Blautönen bezeichnet man als Blaumalerei.
Camaïeu-Malereien waren bereits im Altertum bekannt, erlebten aber ihre Blütezeit im 16. und 18. Jahrhundert in Italien. So sind zum Beispiel Arbeiten von Caravaggio und Maturino da Firenze an Hauswänden bekannt. Gegenstände aus Porzellan oder Fayence wurden im ersten Drittel des 18. Jahrhunderts bevorzugt mit Purpur und Eisenrot, später mit Kupfergrün, in Grau und Sepia dekoriert.